# 5.º Exército (Alemanha)
O 5º Exército foi formado em 25 de Agosto de 1939 e foi  redesignado Grenzschutz-Abschnittkommando Mitte (AOK 5) em 13 de Outubro de 1939.

## Comandantes
- General de Infantaria Curt Liebmann (25 Agosto 1939 - 13 Outubro 1939)[2]

## Chiefs of Staff
- Generalmajor Hans-Heinrich Sixt von Armin (25 Agosto 1939 - 10 Setembro 1939)[2]
- Generalmajor Karl-Adolf Hollidt (10 Setembro 1939 - 13 Outubro 1939)

## Oficiais de Operações
Oberst Arthur Schmidt (25 Agosto 1939 - 13 Outubro 1939)

## Ordem de Batalha
1 de Setembro de 1939
- À Disposição de 5º Exército
- 58ª Divisão de Infantaria
- 87ª Divisão de Infantaria
- V Corpo de Exército
- 22ª Divisão de Infantaria
- 225ª Divisão de Infantaria
- VI Corpo de Exército
- Grenz-Infanterie-Regiment 16
- XXVII Corpo de Exército
- 16ª Divisão de Infantaria
- 69ª Divisão de Infantaria
- 211ª Divisão de Infantaria
- 216ª Divisão de Infantaria
- XXX Corpo de Exército
- Grenzschutz-Abschnittkommando 9
- Generalkommando der Grenztruppen Eifel
- 26ª Divisão de Infantaria
- 86ª Divisão de Infantaria
- 227ª Divisão de Infantaria
- Grenz-Kommandantur Aachen
- Grenz-Kommandantur Trier